# شعوب البلطيق
البلطيق أو شعب البلطيق (باللتوانية: بالتاي، باللاتفية: بالتي) هي مجموعة لسانيات الهنود الأوربيين البدائين الذين يتحدثون لغات البلطيق، وهي فرع من اللغات الهندو أوروبية، التي كان يتحدث بها في الأصل من قبل القبائل التي تعيش في منطقة شرق شبه الجزيرة يوتلاند . واحدة من سمات لغات البلطيق هي احتفاظها بعدد من الميزات المحافظة أو القديمة من بين شعوب البلطيق، الليتوانيون الحديثون، اللاتفيون (بما في ذلك اللاتغاليون) - كل البلطيق الشرقية - وكذلك البروسيون القدماء ، اليوتفنجيون والغالينديون - للبلطيق الغربية - التي نجا شعبها ايضاً، ولكن لغاتهم وثقافاتهم الآن انقرضت، ويجري الآن استيعابهم في مجتمع البلطيق الشرقية.

## التاريخ

### المنشأ
شعوب البلطيق أو البلطيق، تعرف بأنها متحدثة بإحدى لغات البلطيقية، وهي فرع من عائلة اللغات الهندية الأوروبية تنحدر من مجموعة من القبائل الهندو الأوروبية التي استوطنت المنطقة الواقعة بين ضفتي فيستولا السفلى والجنوبية الشرقية من بحر البلطيق وأعلى نهر دفينا ودنيبر. ولأن آلاف البحيرات والمستنقعات في هذه المنطقة ساهمت في العزلة الجغرافية للبلطيق، فإن اللغات البلطيقية احتفظت بعدد من السمات المحافِظة أو القديمة الخاصة.
استطاعت بعض الشخصيات الرئيسية في البلطيق، مثل كازيميراس بوغا وماكس فاسمر وفلاديمير توبوروف وأوليج تروباتشيوف،[بحاجة لمصدر] بعد إجراء دراسات إيثولوجية لأسماء الأنهار في أوروبا الشرقية، أن تحدد في مناطق معينة بعض الأسماء التي انشق منها اسم البلطيق، وهو ما يشير على الأرجح إلى المكان الذي كان يعيش فيه شعب البلطيق في عصور ما قبل التاريخ. لخصّت هذه المعلومات ماريا جيمبوتاس في صحيفة ذا بالتس (1963) للحصول على موطن أصلي محتمل للبلطيق. تمتد حدودها تقريبًا من: الخط الواقع على ساحل بوميرانيا شرقًا لتشمل أو تكاد تشمل المواقع الحالية في برلين ووارسو ووكييف ووكورسك شمالًا عبر موسكو إلى نهر بيرزا في خط غير منتظم إلى ساحل خليج ريجا الواقع شمال ريغا.

### تاريخ بروتو
تقلصت مساحة السكن في البلطيق بسبب استيعاب المجموعات الأخرى للغزو. وفقًا لإحدى النظريات التي اكتسبت قدرًا كبيرًا من الاهتمام على مر السنين، هاجرت إحدى قبائل البلطيق الغربية، وهم الغالينديين أو الغاليندايين أو غولياد، إلى المنطقة المحيطة بموسكو في العصر الحديث، روسيا حوالي القرن الرابع الميلادي.
مع مرور الوقت، انقسم شعب البلطيق إلى منطقتين الغربية والشرقية. في القرن الخامس الميلادي، بدأت أجزاء من ساحل البلطيق الشرقي تستقر بعد وصول أسلاف البلطيق الغربيين: البروسيين («البروسيين القدماء») والسودوفيين/اليوتفينجيانيين والسكالفينيين والنادروفيين والكورونيين. عاش شعب البلطيق الشرقي، بما في ذلك مجموعات بلطيق دنيبر، في العصر الحديث في بيلاروسيا وأوكرانيا وروسيا.
عاش الجرمان إلى الغرب من بلاد البلطيق؛ بحلول القرن الأول الميلادي، أقام القوط مملكتهم من على نهر فيستولا جنوبًا إلى داقية. مع انهيار الهيمنة الرومانية في النصف الأول من الألفية الأولى في شمال وشرق أوروبا، حدثت هجرات كبيرة من البلطيق - أولها، الغالينديين أو الغاليندايين نحو الشرق، ثم في وقت لاحق من شرق البلطيق نحو الغرب. في القرن السابع، ظهرت قبائل سلافية من المناطق المحيطة بنهر فولغا. بحلول القرنين الثالث عشر والرابع عشر، وصلوا إلى المنطقة العامة التي يقطنها البلطيقيون والبيلاروسيون في الوقت الحاضر. تم سلخ العديد من شعوب البلطيق الشرقية والجنوبية الأخرى أو تم دمجها مع بقية الشعوب أو السلافيين في القرنين الرابع والسابع.[بحاجة لمصدر]